# Clinopodium pulegium
Clinopodium pulegium là một loài thực vật có hoa trong họ Hoa môi. Loài này được (Rochel) Bräuchler mô tả khoa học đầu tiên năm 2006.